# William Frederick Purcell
Pour les articles homonymes, voir Purcell.
William Frederick Purcell est un arachnologiste sud-africain. Il est né en 1866 et mort en 1919.

## Taxons nommés en son honneur
- Dendryphantes purcelli Peckham & Peckham, 1903
- Euophrys purcelli Peckham & Peckham, 1903
- Hermacha purcelli (Simon, 1903)
- Pellenes purcelli Lessert, 1915
- Spiroctenus purcelli Tucker, 1917
- Stasimopus purcelli Tucker, 1917
- Gandanameno purcelli (Tucker, 1920)
- Asemesthes purcelli Tucker, 1923
- Drassodella purcelli Tucker, 1923
- Scotophaeus purcelli Tucker, 1923
- Theuma purcelli Tucker, 1923
- Anyphops purcelli (Lawrence, 1940)
- Trabea purcelli Roewer, 1951

## Quelques taxons décrits
- Avellopsis Purcell, 1904
- Avellopsis capensis Purcell, 1904
- Calculus Purcell, 1910
- Calculus bicolor Purcell, 1910
- Chelypus Purcell, 1902
- Chelypus barberi Purcell, 1902
- Chelypus wuehlischi Purcell, 1902
- Ctenolophus Purcell, 1904
- Ctenolophus cregoei (Purcell, 1902)
- Ctenolophus kolbei (Purcell, 1902)
- Ctenolophus pectinipalpis (Purcell, 1903)
- Ctenolophus spiricola (Purcell, 1903)
- Diaphractus Purcell, 1907
- Diaphractus leipoldti Purcell, 1907
- Diploglena Purcell, 1904
- Diploglena capensis Purcell, 1904
- Galeosoma Purcell, 1903
- Galeosoma scutatum Purcell, 1903
- Gorgyrella Purcell, 1902
- Gorgyrella namaquensis Purcell, 1902
- Gorgyrella schreineri Purcell, 1903
- Harpactirella Purcell, 1902
- Harpactirella domicola Purcell, 1903
- Harpactirella helenae Purcell, 1903
- Harpactirella karrooica Purcell, 1902
- Harpactirella lapidaria Purcell, 1908
- Harpactirella lightfooti Purcell, 1902
- Harpactirella longipes Purcell, 1902
- Harpactirella magna Purcell, 1903
- Harpactirella schwarzi Purcell, 1904
- Harpactirella spinosa Purcell, 1908
- Harpactirella treleaveni Purcell, 1902
- Hottentotta arenaceus (Purcell, 1902)
- Lepthercus Purcell, 1902
- Lepthercus dregei Purcell, 1902
- Lipophaga Purcell, 1903
- Lipophaga trispinosa Purcell, 1903
- Matundua silvatica (Purcell, 1904)
- Melanoblossia Purcell, 1903
- Melanoblossia braunsi Purcell, 1903
- Melanoblossia globiceps Purcell, 1903
- Opistophthalmus ater Purcell, 1898
- Opistophthalmus crassimanus Purcell, 1899
- Opistophthalmus flavescens Purcell, 1898
- Opistophthalmus fossor Purcell, 1898
- Opistophthalmus fuscipes Purcell, 1899
- Opistophthalmus gigas Purcell, 1898
- Opistophthalmus granicauda Purcell, 1898
- Opistophthalmus karrooensis Purcell, 1898
- Opistophthalmus laticauda Purcell, 1898
- Opistophthalmus leipoldti Purcell, 1898
- Opistophthalmus longicauda Purcell, 1899
- Opistophthalmus pattisoni Purcell, 1899
- Opistophthalmus peringueyi Purcell, 1898
- Opistophthalmus schlechteri Purcell, 1898
- Phrynichodamon scullyi (Purcell, 1902)
- Pionothele Purcell, 1902
- Pionothele straminea Purcell, 1902
- Proevippa Purcell, 1903
- Proevippa biampliata (Purcell, 1903)
- Proevippa bruneipes (Purcell, 1903)
- Proevippa fascicularis (Purcell, 1903)
- Proevippa lightfooti Purcell, 1903
- Proevippa schreineri (Purcell, 1903)
- Pterartoria Purcell, 1903
- Pterartoria arbuscula (Purcell, 1903)
- Pterartoria fissivittata Purcell, 1903
- Pterartoria flavolimbata Purcell, 1903
- Pterartoria polysticta Purcell, 1903
- Seothyra Purcell, 1903
- Seothyra fasciata Purcell, 1904
- Seothyra schreineri Purcell, 1903
- Toreus Purcell, 1903
- Toreus capensis (Purcell, 1899)
- Xerophaeus Purcell, 1907
- Xerophaeus ahenus Purcell, 1908
- Xerophaeus appendiculatus Purcell, 1907
- Xerophaeus aridus Purcell, 1907
- Xerophaeus aurariarum Purcell, 1907
- Xerophaeus capensis Purcell, 1907
- Xerophaeus communis Purcell, 1907
- Xerophaeus crustosus Purcell, 1907
- Xerophaeus exiguus Purcell, 1907
- Xerophaeus flavescens Purcell, 1907
- Xerophaeus hottentottus Purcell, 1908
- Xerophaeus lightfooti Purcell, 1907
- Xerophaeus longispinus Purcell, 1908
- Xerophaeus lunulifer Purcell, 1907
- Xerophaeus patricki Purcell, 1907
- Xerophaeus perversus Purcell, 1923
- Xerophaeus rostratus Purcell, 1907
- Xerophaeus spiralifer Purcell, 1907
- Xerophaeus spoliator Purcell, 1907